# Emanuel Fernandes
Emanuel de Jesus R. da Cos Fernandes (ur. 25 lipca 1967 w Moçâmedes) – angolski siatkarz plażowy, uczestnik igrzysk olimpijskich.
Fernandes wraz z Moraisem Abreu reprezentował Angolę na Letnich Igrzyskach Olimpijskich 2008 odbywających się w Pekinie. Przegrali wszystkie trzy mecze fazy grupowej, kolejno z parami Ricardo / Emanuel z Brazylii, Schacht / Slack z Australii i Geor / Gia z Gruzji. Siatkarze z Angoli zostali sklasyfikowani w turnieju olimpijskim na miejscach od 19. do 25.
Fernandes najlepszy wynik w rozgrywkach World Tour, 17. miejsce, osiągnął z Abreu w 2008 podczas turnieju w Guarujá. W rozgrywkach FIVB występował także w parze z Custodio Ramalho i Mario Makili.